# Anna Ferniová
Anna Ferniová (* 9. června 1973 Milán, Itálie) je bývalá italská sportovní šermířka, která se specializovala na šerm kordem. Itálii reprezentovala v devadesátých letech. V roce 1997 obsadila třetí místo na mistrovství Evropy v soutěži jednotlivkyň.